# Oberschweinach
Oberschweinach ist ein Gemeindeteil der Kreisstadt Neustadt an der Aisch im Landkreis Neustadt an der Aisch-Bad Windsheim (Mittelfranken, Bayern). Oberschweinach liegt in der Gemarkung Unterschweinach.

## Geografie
Das Dorf liegt am Schweinachbach, einem rechten Zufluss der Aisch. 0,25 km nördlich des Ortes liegt der Häckerwald, 0,5 km südwestlich das Linsenfeld und 0,75 km südlich das Waldgebiet Linsenkreuz. Gemeindeverbindungsstraßen führen nach Unterschweinach (1,1 km westlich), zu einer Gemeindeverbindungsstraße bei Herrnneuses (1,9 km östlich) und zur Staatsstraße 2255 (0,2 km südöstlich), die nach Neustadt (3 km nordwestlich) bzw. nach Schellert verläuft (1,5 km südlich).

## Geschichte
Gegen Ende des 18. Jahrhunderts gab es in Oberschweinach 5 Anwesen. Das Hochgericht übte das brandenburg-bayreuthische Stadtvogteiamt Neustadt an der Aisch aus. Die Dorf- und Gemeindeherrschaft hatte das Klosteramt Birkenfeld. Grundherren waren das Fürstentum Bayreuth (Klosteramt Birkenfeld: zwei Halbhöfe; Klosteramt Münchaurach: zwei Güter) und das Rittergut Stübach (ein Gut).
Von 1797 bis 1810 unterstand der Ort dem Justizamt Dachsbach und Kammeramt Neustadt. Im Rahmen des Gemeindeedikts wurde Oberschweinach dem 1811 gebildeten Steuerdistrikt Oberroßbach und der 1813 gegründeten Ruralgemeinde Oberroßbach zugeordnet. Mit dem Zweiten Gemeindeedikt (1818) wurde es in die neu gegründete Ruralgemeinde Unterschweinach umgemeindet. Am 1. Juli 1969 wurde Oberschweinach nach Neustadt an der Aisch eingemeindet.

### Baudenkmäler
In Oberschweinach gibt es drei Baudenkmäler:
- Haus Nr. 2: Wohnhaus
- Steinkreuz
- sogenanntes Linsenkreuz

### Einwohnerentwicklung
| Jahr      | 001818 | 001840 | 001861 | 001871 | 001885 | 001900 | 001925 | 001950 | 001961 | 001970 | 001987 |
| Einwohner | 50     | 38     | 55     | 60     | 55     | 52     | 57     | 58     | 48     | 50     | 47     |
| Häuser    | 9      | 9      |        |        | 12     | 12     | 10     | 9      | 10     |        | 13     |
| Quelle    | [ 10 ] | [ 11 ] | [ 12 ] | [ 13 ] | [ 14 ] | [ 15 ] | [ 16 ] | [ 17 ] | [ 18 ] | [ 19 ] | [ 1 ]  |

## Religion
Der Ort ist seit der Reformation evangelisch-lutherisch geprägt und gehört bis heute zur Kirchengemeinde St. Maria (Birkenfeld), die eine Filiale von St. Katharina (Schauerheim) ist. Die Katholiken sind nach St. Johannis Enthauptung (Neustadt an der Aisch) gepfarrt.